# Струма (автомагистраль)

Панъевропейский транспортный коридор IV (выделен красным)

Автомагистраль A3 «Струма» (болг. Автомагистрала A3 „Струма“) — строящаяся в Болгарии европейская автомагистраль, которая по плану будет проходит через города Перник, Дупница, Благоевград и Сандански вплоть до деревни Кулата на границе с Грецией. Является частью Четвёртого панъевропейского транспортного коридора и трассы E 79, проходящей от Мишкольца (Венгрия) до Салоник (Греция) через Деву и Крайову (Румыния). «Струма» — это расширение магистрали A6 «Люлин», идущей из Софии в Перник. По плану проекта протяжённость магистрали должна составлять 156 км, уже построено и введено в эксплуатацию 86,7 км дороги от Перника до Благоевграда и от Сандански до Кулаты. Название автомагистрали взято в честь одноимённой реки.

## Строительство
Автомагистраль делится на пять участков: 
- бывшая автомагистраль "А6 Люлин" (стала частью "А3 Струма" в 2018)
- участок 0 (Перник — Долна-Диканя)
- участок 1 (Долна-Диканя — Дупница)
- участок 2 (Дупница — Благоевград)
- участок 3 (Благоевград — Сандански)
- участок 4 (Сандански — Кулата).

Строительство участка 1 велось с сентября 2011 по июль 2013 года, участка 4 — с апреля 2012 по июль—август 2015, участка 2 — с февраля 2013 (дата подписания контракта) по октябрь 2015.
Из-за высокой стоимости проекта участок 3 был разделён ещё на 3 подучастка — подучасток 3.1 (Благоевград — Крупник), подучасток 3.2 (Крупник — Кресна) и подучасток 3.3 (Кресна — Сандански). Строительством подучастков занимается Национальная компания «Стратегические проекты инфраструктуры». Контракт о строительстве подучастка 3.3 был заключён 25 сентября 2015.
После завершения строительства дорога будет соответствовать европейским автодорожным стандартам: она будет проходить серию виадуков и тоннелей, чтобы не затронуть природу Кресны. Оценочная стоимость четырёх участков составляет 1,2 млрд евро.

## Участки
| Выход | Км      | Пункты назначения             | Состояние          |
| ----- | ------- | ----------------------------- | ------------------ |
|       | (0)     | Перник E 871                  | Эксплуатируется    |
|       | (7,4)   | Студена                       | Эксплуатируется    |
|       | (11,3)  | Боснек                        | Эксплуатируется    |
|       | (15)    | Старо-Село                    | Эксплуатируется    |
|       | (19)    | Долна-Диканя                  | Эксплуатируется    |
|       | (32.7)  | Дупница-север                 | Эксплуатируется    |
|       | (41.2)  | Дупница-юг, Кюстендил         | Эксплуатируется    |
|       | (55.3)  | Бобошево                      | Эксплуатируется    |
|       | (66.4)  | Благоевград-север, Кочериново | Эксплуатируется    |
|       | (72.6)  | Благоевград                   | Эксплуатируется    |
|       |         | Железницкий тоннель           | Идёт строительство |
|       |         | Железница                     | Эксплуатируется    |
|       |         | Симитли, Банско               | Эксплуатируется    |
|       |         | Крупник                       | Идёт строительство |
|       |         | Кресненский тоннель           | В планах           |
|       |         | Кресна                        | Идёт строительство |
|       | (136.8) | Струмяни                      | Эксплуатируется    |
|       | (147.9) | Сандански                     | Эксплуатируется    |
|       | (153.1) | Петрич, Мелник                | Эксплуатируется    |
|       | (159.2) | Генерал-Тодоров               | Эксплуатируется    |
|       | (161.2) | Марикостиново                 | Эксплуатируется    |
|       | (168.5) | Кулата / Салоники             | Эксплуатируется    |

## Галерея

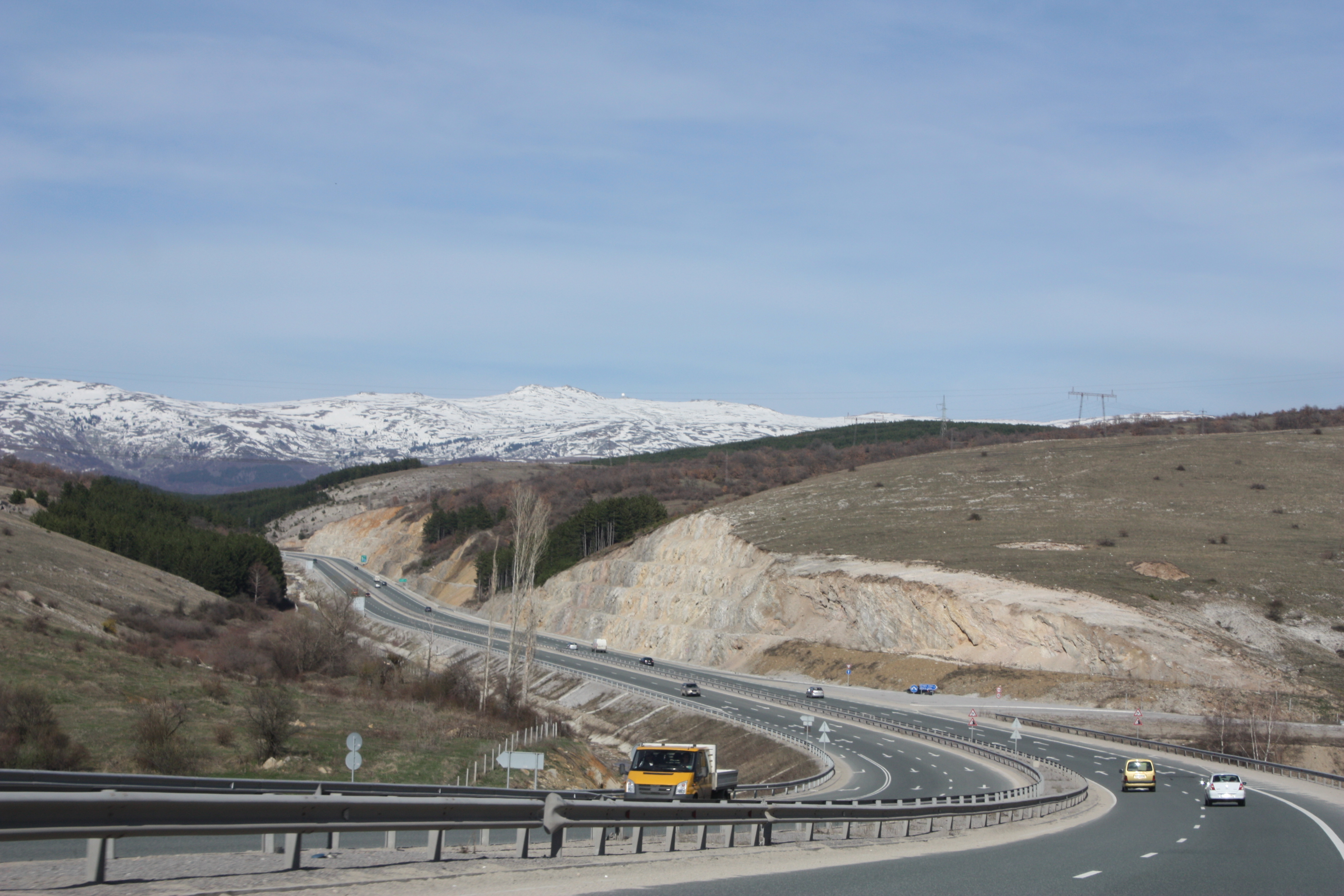
Участок у Перника
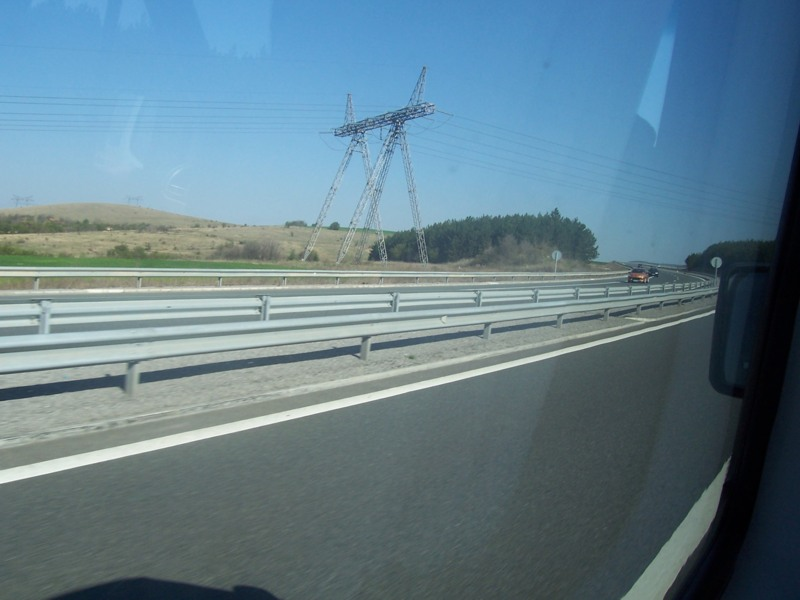
Фрагмент магистрали